# Dennis Bennett
Dennis Bennett (28 oktober 1917 - 1 november 1991) was een Amerikaanse Episcopale priester. Hij werd een van de gezichtsbepalende figuren van de Charismatische beweging. 
Op 4 april 1960 sprak Bennett in St. Mark's Church, Van Nuys, Californië en vertelde de gemeente dat hij gedoopt was met de Heilige Geest, een geestelijke ervaring, die gepaard gaat met het spreken in tongen. Tot dan toe vond deze 'doop' vooral plaats binnen de Pinksterbeweging. Naar afloop van zijn preek ondergingen veel gemeenteleden dezelfde ervaring als Bennett. Dit werd door de pers opgepakt en zodoende werd dit door heel de Verenigde Staten en verder bekend. Over het algemeen wordt dit moment aangemerkt als het begin van de Charismatische beweging, ook wel de 'tweede golf' genoemd. 
Korte tijd na de gebeurtenissen in Van Nuys kreeg Bennett het aanbod om in Seattle aan het werk te gaan in een gemeente die op het punt stond om te worden opgeheven. Bennett verliet samen met zijn vrouw en drie kinderen Van Nuys en bouwde in Seattle een bloeiende gemeente op. In 1963 overleed echter zijn vrouw Elberta. Na drie jaar trouwde Bennet met Rita Reed. Bennett zelf overleed op 1 november 1991.
- CiNii: DA03935636
- Gemeinsame Normdatei: 118509098
- International Standard Name Identifier: 0000 0000 8080 5941
- Library of Congress Control Number: n80024465
- Bibliotheek van het Japanse parlement: 01163424
- Nederlandse Thesaurus van Auteursnamen: 071777172
- Virtual International Authority File: 803107
- WorldCat: E39PBJpDQhGKhxK88vBbKx7vHC